# Les femmes sont folles
Pour plus de détails, voir Fiche technique et Distribution.
Les femmes sont folles est un film français de comédie réalisé par Gilles Grangier et sorti en 1950.

## Synopsis
Marguerite aime secrètement un romancier dont personne ne connait le visage. Le mari jaloux monte un stratagème en demandant à un ami comédien d'incarner le romancier et d'avoir une conduite exécrable afin d'en dégoûter son épouse. Mais les choses ne se passent jamais comme on croit qu'elles vont se passer...

## Fiche technique
- Titre : Les femmes sont folles
- Réalisation : Gilles Grangier, assisté de : Michel Boisrond
- Scénario : Jean Halain et Gilles Grangier, d'après la pièce d'Alexandre Bisson et Berr de Turique
- Dialogue : Jean Halain
- Décors : Lucien Carré
- Photographie : Maurice Barry
- Musique : Jean Marion
- Montage : Jean Feyte
- Son : René-Christian Forget
- Sociétés de production : Cinéphonic - Société Générale de Gestion Cinématographique (SGGC)
- Production : François Chavanne
- Directeur de production : Paul Cadéac
- Pays d'origine :  France
- Format :  Noir et blanc - 1,37:1 - 35 mm - Son mono
- Genre : Comédie
- Durée : 90 minutes
- Date de sortie :
  - France : 15 septembre 1950
- Affiche : Jacques Bonneaud, Boris Grinsson (France)

## Distribution
- Raymond Rouleau : Claude Barrois
- Gaby Sylvia : Marguerite
- Colette Richard : Geneviève Robilleau
- Robert Arnoux : Gaston
- Noël Roquevert : le capitaine Cabriac
- Yves Deniaud : Hector Robilleau
- Jean Carmet : Emile Robilleau
- Louis Florencie : l'éditeur
- Pierre Destailles : Justin, le concierge et guide du chateau
- François Joux : le médecin
- Jacques Dynam : le cousin Fernand
- Nicole Jonesco : Mariette
- Marcel Delaître : le général
- Maïa Poncet : la générale
- Georges Flateau : l'Américain
- Léon Pauléon : Duval
- Jacques Beauvais : le régisseur
- Jean Balthazar
- Roger Bril
- Georges Montal
- Jacqueline Noëlle
- Joëlle Robin

## Autour du film
Ce film est un remake de Château historique réalisé par Henri Desfontaines en 1924.